# لوسیانا فوستر
لوسیانا فوستر گوزمان (اسپانیایی: Luciana Fuster Guzmán‎؛ زاده ۱۴ ژانویه ۱۹۹۹) مدل، شخصیت تلویزیونی و ملکه زیبایی اهل پرو است که برنده دوشیزه گراند پرو ۲۰۲۳ و بعداً عنوان بین المللی دوشیزه گرند اینترنشنال ۲۰۲۳ را به دست آورد.